# Magadan
Magadan (ruski: Магада́н) je grad u Magadanskoj oblasti u Rusiji. Glavni je grad rečene oblasti. Nalazi se na 59°33′N 150°48′E / 59.550°N 150.800°E.
Broj stanovnika: 152.000 (1989.).
Naselje je osnovano 1929. godine, a 1939. je dobilo status grada. Od 1953. je sjedište oblasti.
Luka je u Nagajevskom zaljevu, na obalama Ohotskog mora. Plovna je odnosno nije zaleđena u razdoblju od svibnja do prosinca. 
Kraj grada je i velika zračna luka.
Autocesta vodi od Magadana do zlatonosne regije na gornjoj rijeci Kolimi. Ova cesta je znana i kao "Cesta kostiju", jer su brojni kažnjenici ovdje umrli za vrijeme izgradnje te ceste.
Za vrijeme Staljina, Magadan je bio glavno tranzitno središte za kažnjenike poslane u radne logore. Operacije Dal'stroia, odnosno ogromnog i prisilnoradnog rudarskog koncerna, su bile glavni gospodarski potporanj ovog grad desetljećima u doba SSSR-a.
Prometno je Magadan vrlo izoliran. Postoji jedna cesta koja vodi u i iz grada, a najbliži grad je Jakutsk, 2200 km udaljen cestom koja je samo polovično.
U Magadanu je velika katedrala u izgradnje i veliki spomenik "Lice tuge", u sjećanje na Staljinove žrtve.
Magadan je jedini današnji ruski grad koji ima isto ime kao grad spomenut u Bibliji (Matej 15:39).
Vremenska zona: Moskovsko vrijeme + 8.

## Vanjske poveznice
- Službene stranice
- Novine "Večernij Magadan"  Arhivirana inačica izvorne stranice od 3. travnja 2005. (Wayback Machine)